# Marianne Épin
Pour les articles homonymes, voir Epin.
Marianne Épin, née le 8 mai 1952 à  Paris 14e, et décédée le 9 décembre 2017, à  Paris 15e, est une actrice et metteuse en scène française.

## Biographie
Fille de Jean Guignebert, secrétaire  d'État à l’Information du gouvernement provisoire du général de Gaulle, et de Stéphane Epin, Marianne Épin fait ses études aux lycées Montaigne et Fénelon à Paris, pour intégrer ensuite l’Institut d’études théâtrales à la Sorbonne et se former au Conservatoire national supérieur d'art dramatique dans la classe d'Antoine Vitez, après être passée par le Cours Jean-Laurent Cochet. Active au cinéma, au théâtre et à la télévision en tant que comédienne et metteuse en scène, elle est pensionnaire de la Comédie-Française de 1986 à 1991, où elle joue notamment dans Le Songe d’une nuit d’été dans la mise en scène de Jorge Lavelli.
Dans les années 1980, elle accompagne à Lille l'aventure du Théâtre de la Salamandre de Gildas Bourdet, son compagnon de l’époque, qu’elle épousa et dont elle eut deux filles. Lorsqu’il quitte Lille pour prendre la direction du Théâtre national de la Criée à Marseille de 1995 à 2001, elle en assure la programmation en tant que directrice artistique.
Compagne de l’humoriste Mohammed Fellag dans les années 2000 ,, elle met en scène trois de ses spectacles.
Le 9 décembre 2017, elle meurt à 65 ans des suites d’un cancer qu’elle a combattu pendant vingt ans.

## Filmographie

### Cinéma
- 1976 : Je suis Pierre Rivière de Christine Lipinska : Victoire
- 1976 : Jamais plus toujours de Yannick Bellon : Sylvie
- 1978 : L'Amour violé de Yannick Bellon : la femme de Patrick
- 1978 : Poker menteuses et Révolver matin de Christine Van De Putte : Joan Crawford
- 1980 : Même les mômes ont du vague à l'âme de Jean-Louis Daniel
- 1980 : Bobo la tête de Gilles Katz
- 1987 : Spirale de Christopher Frank
- 1989 : Papa est parti, maman aussi de Christine Lipinska : Jackie
- 1990 : Un ascenseur pour l'an neuf de Gildas Bourdet et Pascal Goethals (moyen métrage)
- 1991 : Sushi Sushi de Laurent Perrin : Suzanne
- 1994 : Le Fils de Gascogne de Pascal Aubier
- 2002 : Mille millièmes de Rémi Waterhouse : Mme Villeroy
- 2004 : Qui perd gagne ! de Laurent Bénégui
- 2006 : Un printemps à Paris de Jacques Bral : l'infirmière

### Télévision
- 1975 : Les Peupliers de la Prétentaine (série télévisée) de Jean Herman
- 1979 : Médecins de nuit de Bruno Gantillon, épisode : Légitime Défense
- 1980 : Mont-Oriol d'après Guy de Maupassant de Serge Moati : Louise Oriol
- 1982 - 1988 - 1994 : Les Cinq Dernières Minutes : 
  - 1982 :  épisode : Les pièges de Claude Loursais - Jacqueline Fromont
  - 1988 La ballade de Menardeau de Maurice Frydland - Charlotte
  - 1994 : Meurtre à l'université de Jean-Marc Seban - Sophie Marchal
- 1991 : Alice en enfer, réalisé par Alain Tasma
- 1994 : Julie Lescaut, épisode 5 saison 3, Ruptures de Josée Dayan : Brigitte
- 1995 : La Rivière Espérance de Josée Dayan (série TV)
- 1995 : Pigeon vole de Mehdi Charef
- 1996 : Les Liens du cœur de Josée Dayan
- 2001 : Angelina de Claude d'Anna
- 2007 : Marie Humbert, le secret d'une mère de Marc Angelo
- 2008 : Adrien de Pascale Bailly
- 2009 : Un viol de Marion Sarraut
- 2010 : Ni reprise, ni échangée de Josée Dayan
- 2010 et 1994 : Julie Lescaut: 
  - 1994: épisode 5 saison 3, : Ruptures de Josée Dayan - Brigitte
  - 2010 : épisode 1 saison 19, La morte invisible de  Thierry Petit - Roselyne Régnier
- 2011 et 2006 :  Joséphine, ange gardien :
  - 2006 : De toute urgence ! de Vincent Monnet -  Florence
  - 2011 : épisode : Un bébé tombé du ciel de Pascal Heylbroeck - Christiane

## Théâtre

### Actrice
- Sans titre de Federico Garcia Lorca, mise en scène Antoine Bourseiller
- Noces d'Elias Canetti, mise en scène Gabriel Garran
- Si l'été revenait d'Arthur Adamov, mise en scène Gilles Chavassieux
- La Cerisaie d'Anton Tchekhov, mise en scène Pierre Debauche, Maison de la Culture Nanterre
- 1972 : La Grande Muraille de Max Frisch, mise en scène Jean-Pierre Miquel, Théâtre de l’Odéon
- Et moi aussi, je parle de la rose d'Emilio Carballido, mise en scène Dagoberto Guillaumin et Pierre Vial, Théâtre de l'Est parisien, Comédie de Saint-Étienne
- Phèdre de Racine, mise en scène Antoine Bourseiller, Théâtre du Gymnase
- Phèdre de Racine, mise en scène Antoine Bourseiller, Théâtre du Gymnase
- Candide de Voltaire, mise en scène Daniel Mesguich
- Le Prince travesti de Marivaux, mise en scène Daniel Mesguich
- M. Le Modéré d'Arthur Adamov, mise en scène Alain Rais, Festival d Avignon
- Remembrances d'amour de Daniel Mesguich et Serge Valletti, mise en scène Daniel Mesguich et Gervais Robin, Théâtre
- Scédase ou l'hospitalité violée d'après Alexandre Hardy, mise en scène Daniel Mesguich, Théâtre Paris-Nord
- 1976 : Phèdre de Racine, mise en scène Antoine Bourseiller, Théâtre Récamier
- 1977 : La Gangrène de Daniel Lemahieu, mise en scène Michel Dubois, Festival d'Avignon
- 1978 : Rimbaud ou le fils du soleil, mise en scène Antoine Bourseiller, Festival d'Avignon
- 1979 : Platonov d'Anton Tchekhov, mise en scène Gabriel Garran, Théâtre de la Commune
- 1980 : Au théâtre ce soir : La Queue du diable d'Yves Jamiaque, mise en scène Michel Roux, réalisation Pierre Sabbagh, Théâtre Marigny - Louisette
- 1980 : Une place au soleil de Georges Michel, mise en scène Étienne Bierry, Théâtre de Poche Montparnasse
- 1980 : Le Loup-Garou de Roger Vitrac, mise en scène Romain Weingarten, Théâtre Saint-Georges
- 1984 : Le Pain dur de Paul Claudel, mise en scène Gildas Bourdet, Théâtre de la Salamandre Tourcoing
- 1985 : Une station service de Gildas Bourdet, mise en scène de l'auteur, Théâtre de La Salamandre, Théâtre de la Ville
- 1985 : Le Saperleau de Gildas Bourdet, mise en scène de l'auteur, Théâtre de la Ville
- 1985 : Le Pain dur de Paul Claudel, mise en scène Gildas Bourdet, Théâtre de la Ville
- 1986 : Le Songe d'une nuit d'été de William Shakespeare, mise en scène Jorge Lavelli, Comédie-Française
- 1987 : Dialogue des Carmélites de Georges Bernanos d'après Gertrud von Lefort, Raymond Léopold Bruckberger, Philippe Agostini, mise en scène Gildas Bourdet, Comédie-Française : à l'Opéra de Lille, au Théâtre de la Porte-Saint-Martin
- 1988 : Les Exilés de James Joyce, mise en scène Jacques Baillon, Théâtre national de l'Odéon
- 1989 : La Traversée de l'hiver de Yasmina Reza, mise en scène Patrice Kerbrat, Centre national de création d'Orléans, 1990 : Théâtre national de la Colline
- 1992 : Héritage de Augustus Goetz et Ruth Goetz d'après Henry James, mise en scène Gildas Bourdet, Cado, Théâtre de Paris, Festival d'Angers, Festival de Ramatuelle
- 1995 : La Bonne Âme du Se-Tchouan de Bertolt Brecht, mise en scène Gildas Bourdet
- 1994 : Encore une histoire d'amour de Tom Kempinski, mise en scène Gildas Bourdet
- 1996 : Les Jumeaux vénitiens de Carlo Goldoni, mise en scène Gildas Bourdet, Théâtre de la Criée, Théâtre de l’Eldorado, Théâtre Hébertot
- 1997 : Petit Théâtre sans importance de Gildas Bourdet, mise en scène de l'auteur, Théâtre de la Commune
- 1998 : L'Atelier de Jean-Claude Grumberg, mise en scène Gildas Bourdet
- 1999 : Les Trente Millions de Gladiator de Eugène Labiche, mise en scène Jean-Luc Revol, Théâtre de la Madeleine
- 2000 : La main passe de Georges Feydeau, mise en scène Gildas Bourdet, Théâtre national de Chaillot, Théâtre Comédia
- 2001 : Le Jardin des apparences de Véronique Olmi, mise en scène Gildas Bourdet
- 2005 : Vincent River de Philip Ridley, mise en scène Jean-Luc Revol, Théâtre du Marais
- 2004/2005/2006: Hannah K de Renaud Meyer au théâtre Mouffetard, au Festival d'Avignon et en tournée.
- 2007 : L'Illusion comique de Corneille, mise en scène Marion Bierry, Théâtre de Poche Montparnasse, Théâtre Hébertot
- 2010	C'est à Alger de Fellag
- 2012	Tradition oblige de Jean-Claude Danaud
- 2013	Faisons un rêve de Sacha Guitry
- 2013 La Mouette de Tchékhov, rôle d'Arkadina
- 2014 Huis clos de J-P Sartre au Théâtre de Poche Montparnasse, rôle d'Inès
- 2015 Petits crimes conjugaux d'Eric-Emmanuel Schmitt
- 2016 L'Impresario de Smyrne de Goldoni, mise en scène Christophe Lidon, Cado Orléans
- 2017 : L'étrange destin de Mr et Mme Wallace de Jean-Louis Bourdon, mise en scène Marion Bierry, Théâtre du Girasole (Festival d'Avignon off)

### Metteur en scène
- 2008 : Tous les Algériens sont des mécaniciens de Fellag, Nuits de Fourvière, tournée ; reprise 2009, Théâtre du Rond-Point, Théâtre de l'Ouest parisien, tournée ; reprise 2010 : Théâtre des Bouffes Parisiens, tournée
- 2011 : Petits chocs des civilisations de Fellag, mise en scène, Théâtre du Rond-Point, tournée
- 2014 : Rappelez-moi le titre, déjà ? de Jean Bois, festival des Mises en capsules au Ciné-Théâtre 13
- 2015 : Petits crimes conjugaux, Comédie de Picardie, Amiens.

## Distinctions
- Prix du syndicat de la critique 1984 : Prix de la révélation théâtrale de l'année pour Le Pain dur
- Prix Gérard Philipe 1985
- Molières 2005 : nomination au Molière de la comédienne pour Hannah K